# Глухов, Евгений Анатольевич
Евге́ний Анато́льевич Глу́хов (22 июня 1974) — советский, украинский и российский футболист, защитник, полузащитник и нападающий.

## Карьера
В 1991 году сыграл 2 матча за никопольский «Колос». С 1992 по 1996 год выступал за любительские клубы Украины и российский клуб «Нива» («Кубань») из Славянска-на-Кубани.
В середине 1996 года перешёл в «Черноморец», в составе которого дебютировал в Высшей лиге России 10 августа 1996 года в матче против «КАМАЗа». За календарный год принял участие в 18 играх команды в высшей лиге. Летом 1997 года пополнил ряды ставропольского «Динамо», провёл 5 матчей.
В сезоне 1999 года выступал за «Кубань», в 29 встречах забил 4 мяча. В 2000 году играл за «Спартак-Телеком», провёл 28 матчей и забил 5 голов в первенстве, и ещё 1 встречу сыграл в Кубке России.
Сезон 2002 года провёл в крымском «Витязе», в 38 поединках первенства забил 12 мячей, и ещё 1 матч сыграл в Кубке. С 2003 по 2005 год выступал за талдыкорганский клуб «Жетысу», в составе которого провёл 70 игр и забил 12 голов в Высшей лиге Казахстана.
В конце января 2006 года отправился на предсезонный сбор с командой «Есиль-Богатырь», участвовал и забивал в контрольных играх, однако в итоге клубом было принято решение отказаться от его услуг.

## После карьеры
После завершения карьеры профессионального футболиста продолжил играть на любительском уровне, выступал за команду ветеранов ФК «Кубань». Кроме того, работал директором муниципального учреждения «Городской стадион» в Славянске-на-Кубани. С февраля 2011 года занимал должность генерального директора в клубе «Славянский», в июне ушёл с поста по семейным обстоятельствам.
В 2014—2015 годах работал в системе «Краснодара», начальником третьего состава, а затем начальником основной команды.